# 聖ゲオルギウスと竜 (ラファエロ、ワシントン・ナショナル・ギャラリー)

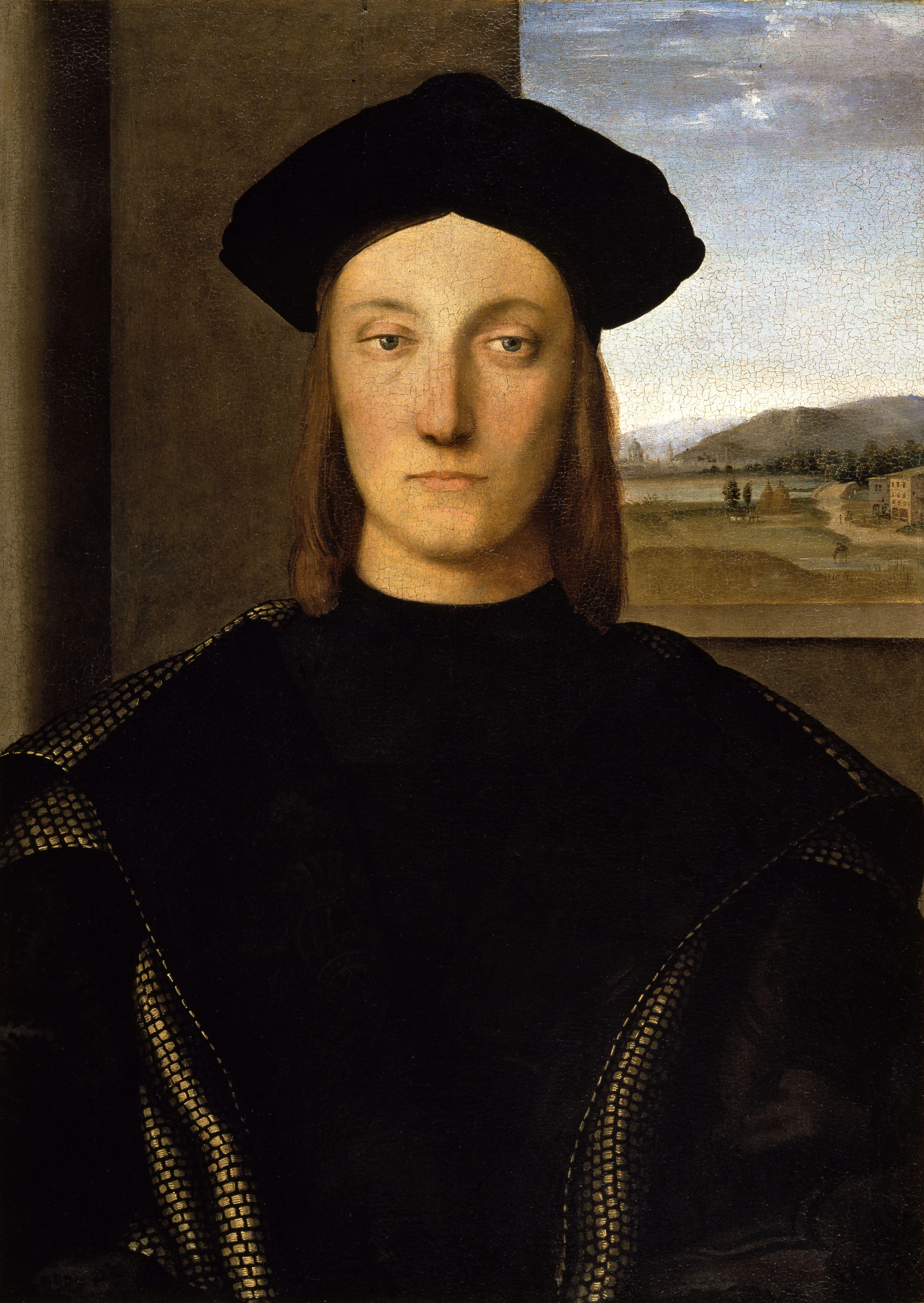
ウルビーノ公爵グイドバルド・ダ・モンテフェルトロ。

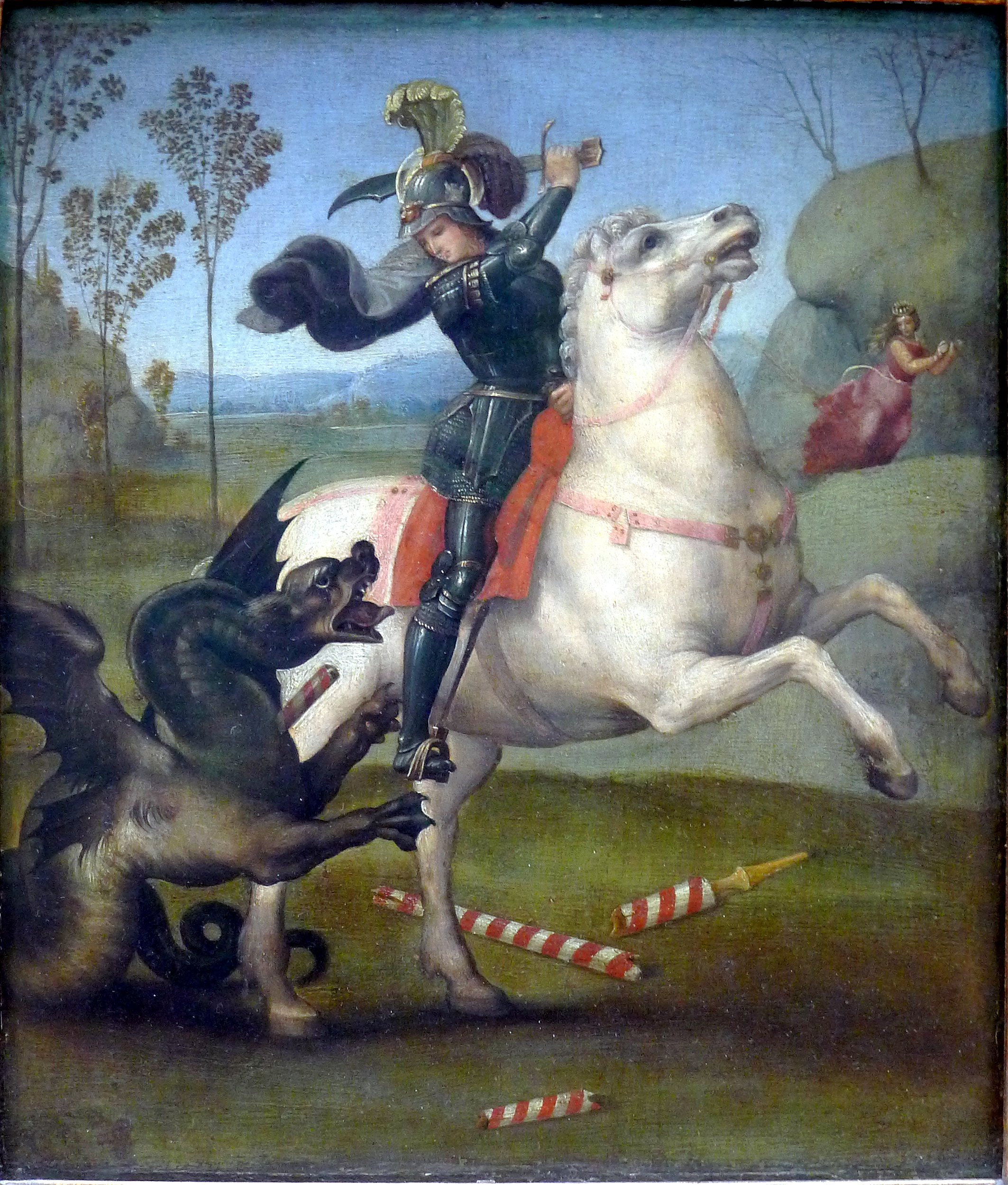
ルーヴル美術館版『聖ゲオルギウスと竜』。

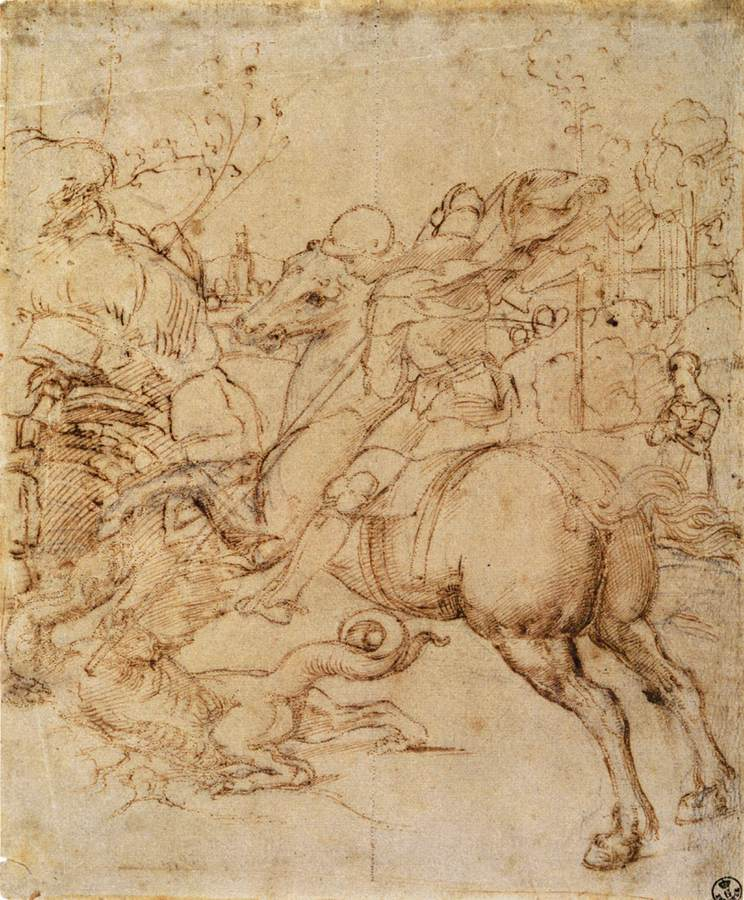
本作品の原寸大下絵。ウフィツィ美術館所蔵。

『聖ゲオルギウスと竜』（せいゲオルギウスとりゅう、伊: San Giorgio e il drago, 仏: Saint Georges et le Dragon, 英: Saint George and the Dragon）は、盛期ルネサンスのイタリアの巨匠ラファエロ・サンツィオが1506年ごろに制作した絵画である。油彩。主題は13世紀の『黄金伝説』で語られている聖ゲオルギウスの竜殺しの伝説から取られている。初期のラファエロを代表する作品の1つで、おそらくウルビーノ公爵グイドバルド・ダ・モンテフェルトロからイングランド国王ヘンリー7世に贈呈されたものと考えられている。18世紀に美術コレクターとして知られるピエール・クロザが所有したことが知られており、ロシア皇帝エカチェリーナ2世に購入されたのち、ソ連時代にアメリカ合衆国財務長官アンドリュー・メロンに売却された。現在はワシントンD.C.のナショナル・ギャラリーに所蔵されている。また同時期に本作品よりも早く制作された異なるバージョンがパリのルーヴル美術館に所蔵されている。

## 主題
『黄金伝説』によると、リビアの都市シレーヌは近隣の湖に住むドラゴンに苦しめられていた。最初、人々は家畜を生贄としてドラゴンに捧げていたが、やがて家畜が尽きると人間を生贄とするようになった。聖ゲオルギウスがシレーヌを訪れたとき、王女が生贄として捧げられようとしていた。彼はドラゴンの顎に槍を突き刺して王女を救出したのち、王女に命じて打ち負かしたドラゴンを都市に連れて行かせた。この奇跡を見た人々がキリスト教に改宗するとドラゴンを殺した。

## 制作背景
グイドバルド・ダ・モンテフェルトロはウルビーノ公爵フェデリーコ・ダ・モンテフェルトロの息子で、エリザベッタ・ゴンザーガと結婚した。しかし2人の間には子供が生まれなかったため、姉ジョヴァンナ・ダ・モンテフェルトロとセニガッリア領主ジョヴァンニ・デッラ・ローヴェレとの間に生まれたフランチェスコ・マーリアを養子とした。
当時のローマ教皇アレクサンデル6世（ロドリーゴ・ボルジア）とその息子チェーザレ・ボルジアは教皇権力を利用して一族の勢力拡大を図り、イタリアを戦火に巻き込んだ。1502年、ウルビーノがチェーザレ・ボルジアに征服されると、グイドバルドはラヴェンナ、マントヴァに亡命した。甥のフランチェスコ・マーリアはフランスに亡命し、1503年にルイ12世から亡き父ジョヴァンニ・デッラ・ローヴェレとともに聖ミカエル騎士団の騎士に叙された。一方でアレクサンデル6世が病死し、チェーザレ・ボルジアが失脚すると、翌1504年、グイドバルドはローマで亡き父フェデリーコととともにイングランド国王ヘンリー7世からガーター騎士団の勲章を授けられた。グイドバルドはさらにフランチェスコを養子とし、その年の9月にウルビーノに帰国して、フランチェスコ・マーリアとの養子縁組を祝う式典を催した。こうした経緯から、グイドバルドはヘンリー7世への返礼として、ガーター騎士団の守護聖人である聖ゲオルギウスを主題とする『聖ゲオルギウスと竜』を注文したのではないか、と言われている。

## 作品
白馬に騎乗した騎士がドラゴンに突進し、槍を怪物の胸に突き立てている。構図の中心にあるのは灰色の甲冑をまとい、馬上からドラゴンを見下ろす騎士の姿である。騎士は真っ直ぐな鼻筋を持ち、黄金で縁取られた兜の下から茶色の髪がのぞいている。騎士の甲冑は全身を包み、腰は甲冑の下にまとっている鎖帷子で覆われている。騎士は左側に黒い鞘の剣を吊り下げ、首回りに巻いたマントは後方で大きくはためいている。騎士の左ふくらはぎに金色で縁取られ「HONI」の文字が刺繍された青色のバンドが結んでいる。馬は金で縁取られた騎士のマントと同じ色の馬具を身に着けている。馬の首周りに取りつけられた胸懸には、金色で「RAPHELLO」と署名されている。画面右端奥ではシレーヌの王女がひざまずき、女性が手を合わせて祈りを捧げている。王女は赤いドレスを身にまとい、顔を上げて天を見つめている。騎士と王女の肌は同じ色であり、両者の頭上には金色の光輪が輝いている。白馬は後足で大地を踏みしめ、両前足を低く跳ね上げながら、鑑賞者の側を振り向いている。また銀白色の尾を美しくなびかせている。
黄褐色のドラゴンは蛇のような長い首と、犬のような頭、尖った鼻、トカゲのような四肢と尾、コウモリのような翼を持った姿で描かれている。ドラゴンは爪のある足で大地をしっかりつかみ、上半身をねじって左前足で槍をつかみ、長い首をひねりながら敵意に満ちた目で騎士を見上げている。
本作品の珍しい特徴の1つは「HONI」の文字が刺繍された青色のバンドである。「HONI」とはガーター騎士団のモットーである「Honi soit qui mal y pense」（それを悪く考える者は恥を知れ）の最初の単語とされており、通常「HONI」の文字は、グイドバルドが1504年に騎士団の騎士に任命された返礼として、ヘンリー7世に贈るために本作品を依頼されたことを示していると考えられてきた。どのようにしてイギリスにもたらされたかについてはいくつかの説があり、ウルビーノ宮廷に仕えた作家・外交官バルダッサーレ・カスティリオーネによって1506年7月にヘンリー7世にもたらされたか、あるいは1504年秋にガーター騎士団の記章をローマのグイドバルドにもたらしたギルバート・タルボット卿（Sir Gilbert Talbot）を通じて贈られた。ただし、本作品はチャールズ1世以前のロイヤル・コレクションに記録されていない。別の仮説はヘンリー7世に贈られたものではなく、ギルバート・タルボット卿のために描かれたとしている。

## 来歴

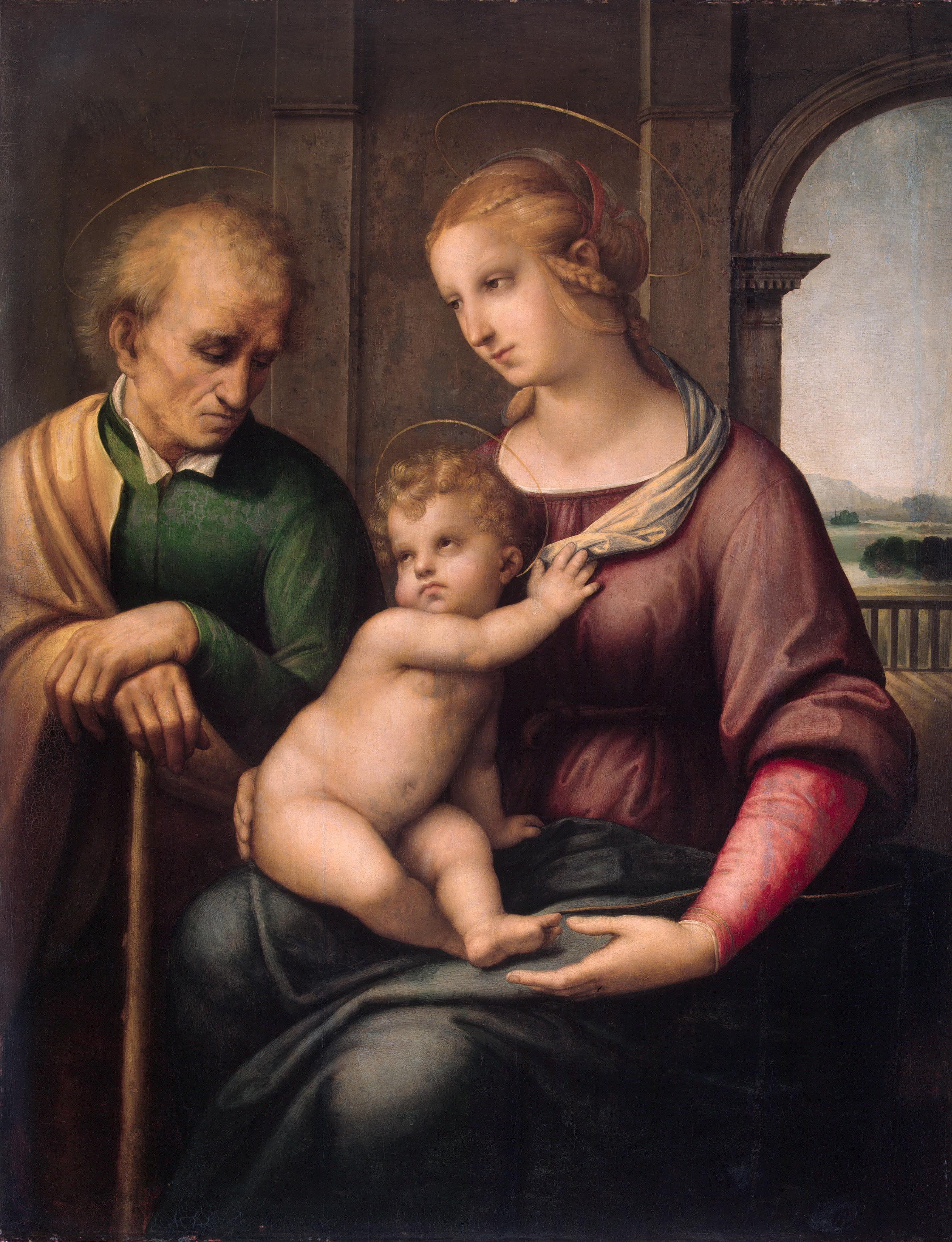
ラファエロ・サンツィオの『聖母子と髭のない聖ヨセフ』。本作品と同様にクロザ・コレクションに由来し、現在はエルミタージュ美術館に所蔵されている。

絵画の初期の来歴は不明である。絵画が最初に記録されたのは第3代ペンブルック伯爵ウィリアム・ハーバートのコレクションとしてである。1628年から1639年の間に、ウィリアム・ハーバートか、あるいは彼の兄弟である第4代ペンブルック伯爵フィリップ・ハーバートからイングランド国王チャールズ1世に与えられた。チャールズ1世の処刑後、サマセット・ハウスでイングランド共和国によってチャールズ1世のコレクションが売却された際に150ポンドと評価された。絵画は英国のバイヤーのエドワード・バス（Edward Bass）が購入したのち、スールディス侯爵シャルル・デスクブロー（Charles d'Escoubleau, Marquis de Sourdis）の手に渡った。おそらく彼はエドワード・バスから絵画を購入した。さらに絵画は金細工職人ローラン・ル・テシエ・ド・モンタルシー（Laurent Le Tessier de Montarsy）が所有し、その後、1729年までにピエール・クロザの有名なクロザ・コレクション（Crozat collection）に入った。絵画は甥のシャテル侯爵ルイ・フランソワ・クロザ、その兄弟のティエール男爵ルイ＝アントワーヌ・クロザに相続された。彼の死後の1772年、クロザ・コレクションは哲学者・美術批評家ドゥニ・ディドロを通じて、ロシア皇帝エカチェリーナ2世に売却された。その後絵画は長らくサンクトペテルブルクのエルミタージュ宮殿（後のエルミタージュ美術館）に所蔵されていたが、1931年、本作品を含む21の絵画がヨシフ・スターリンによって密かに美術商のシンジケートに売却され、ベルリンのマシューセン画廊（Matthiesen Gallery）、ロンドンのコルナギ、ニューヨークのノードラー商会を経由して、1931年3月に当時のアメリカ合衆国の財務長官アンドリュー・メロンによって購入された。翌1932年3月30日にピッツバーグのアンドリュー・メロン教育慈善信託（The A.W. Mellon Educational and Charitable Trust）に譲渡され、1937年に寄贈された。

## 別のバージョン
パリのルーヴル美術館に異なるバージョンが所蔵されている。おそらく本作品の以前（1503年から1505年ごろ）に制作された。

## ギャラリー
ソ連からアンドリュー・メロンに売却された絵画は本作品のほかに以下のような絵画が知られている。

ヤン・ファン・エイク『受胎告知』1434年-1436年ごろ
ラファエロ・サンツィオ『アルバの聖母』1510年
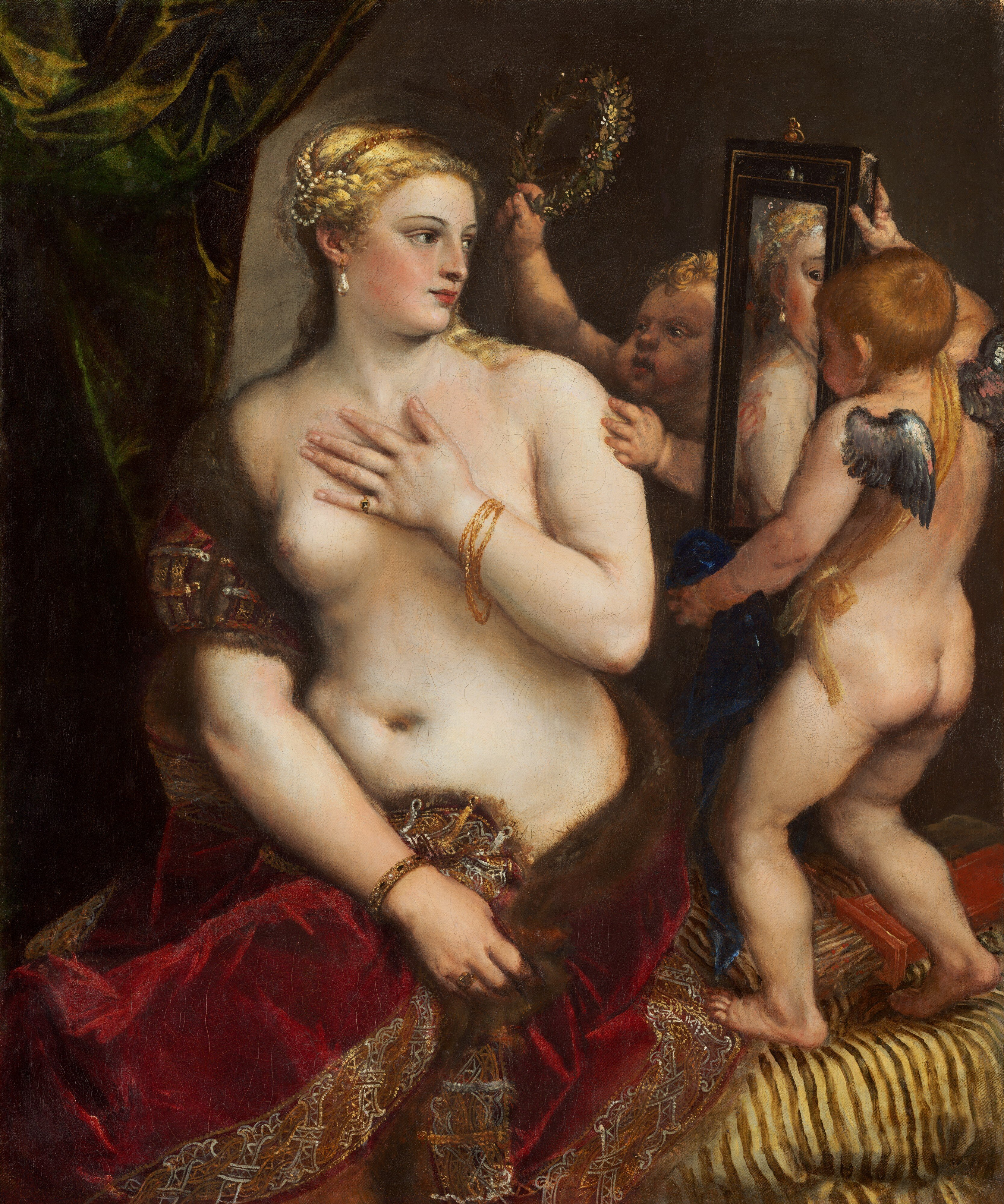
ティツィアーノ・ヴェチェッリオ『鏡を見るヴィーナス』 1555年ごろ
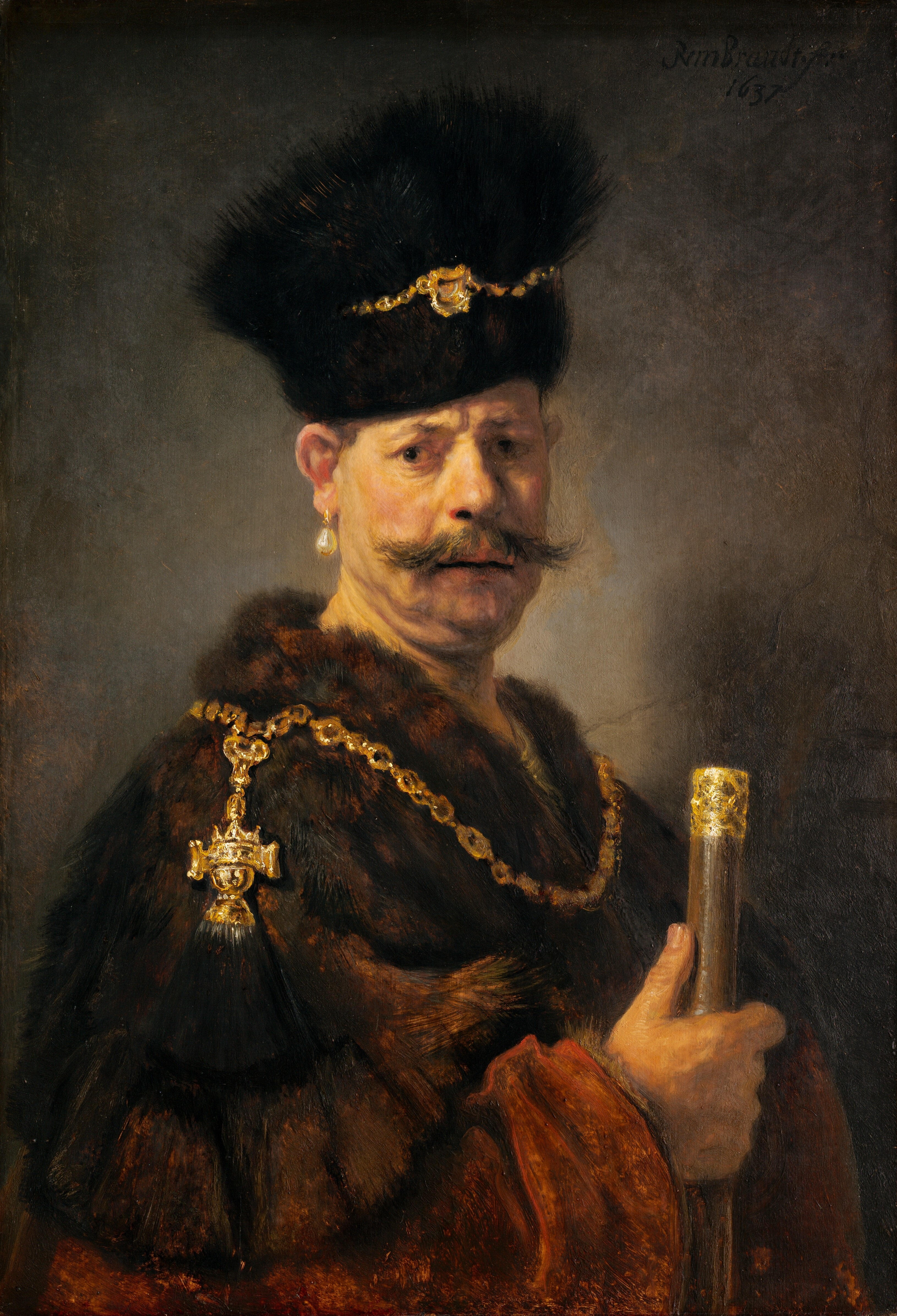
レンブラント・ファン・レイン『ポーランド貴族』1637年